# Nuoto artistico ai campionati europei di nuoto 2024 - Programma tecnico singolo maschile
La competizione del singolo maschile - programma tecnico - di nuoto artistico ai campionati europei di nuoto di Belgrado 2024 si è svolta l'11 giugno 2024, presso il Centro Sportivo Milan Gale Muškatirović di Belgrado, in Serbia. Hanno preso parte alla competizioni 7 atleti in rappresentanza di 7 distinte nazioni.

## Risultati
| Class   | Nuotatore              | Nazione       | Punti    |
| ------- | ---------------------- | ------------- | -------- |
| Oro     | Dennis González        | Spagna        | 225.8466 |
| Argento | Ranjuo Tomblin         | Gran Bretagna | 204.4466 |
| Bronzo  | Giorgio Minisini       | Italia        | 185.9800 |
| 4       | Quentin Rakotomalala   | Francia       | 167.1733 |
| 5       | David Martinez Delgado | Svezia        | 162.4284 |
| 6       | Renaud Barral          | Belgio        | 138.3133 |
| 7       | Dimitar Isaev          | Bulgaria      | 107.1283 |